# Antagnac
Antagnac é uma comuna francesa na região administrativa da Nova Aquitânia, no departamento Lot-et-Garonne. Estende-se por uma área de 22,87 km². Em 2010 a comuna tinha 227 habitantes (densidade: 9,9 hab./km²).